# Top R&B/Hip-Hop Albums
Die Top R&B/Hip-Hop Albums sind eine seit 1965 vom Magazin Billboard herausgegebene Rankingliste für R&B- und Hip-Hop-Alben, die auf Verkaufszahlen in den Vereinigten Staaten beruht und durch Nielsen SoundScan berechnet wird. Die Hot R&B LPs wurden erstmals am 30. Januar 1965 erhoben und wurden auch unter dem Namen Top Black Albums geführt; von 1969 bis 1978 liefen sie als Soul Charts. Die endgültige Umbenennung in Top R&B/Hip-Hop erfolgte im Jahr 1999.  
Die US Top R&B/Hip-Hop Albums vereinigen neben R&B und Hip-Hop eine variable Bandbreite an artverwandten Genres, zu denen u. a. Soul, Gospel sowie in jüngerer Zeit auch New Jack Swing und House zählen.